# Comuna de Milejów
Milejów (polaco: Gmina Milejów) é uma gminy (comuna) na Polónia, na voivodia de Lublin e no condado de Łęczyński.
De acordo com os censos de 2004, a comuna tem 9286 habitantes, com uma densidade 80,3 hab/km².

## Área
Estende-se por uma área de 115,66 km², incluindo:
- área agrícola: 77%
- área florestal: 14%

## Demografia
Dados de 30 de Junho 2004:
|                      | Total   | Total | Mulheres | Mulheres | Homens  | Homens |
| -------------------- | ------- | ----- | -------- | -------- | ------- | ------ |
|                      | pessoas | %     | pessoas  | %        | pessoas | %      |
| População            | 9286    | 100   | 4718     | 50,8     | 4568    | 49,2   |
| Densidade (pop./km²) | 80,3    | 100   | 40,8     | 40,8     | 39,5    | 39,5   |

De acordo com dados de 2002, o rendimento médio per capita ascendia a 1113,4 zł.

## Subdivisões
- Antoniów, Antoniów-Kolonia, Białka, Białka-Kolonia, Cyganka, Dąbrowa, Górne, Jaszczów, Jaszczów-Kolonia, Kajetanówka, Klarów, Łańcuchów, Łysołaje, Łysołaje-Kolonia, Maryniów, Milejów, Milejów-Osada, Ostrówek-Kolonia, Popławy, Starościce, Wólka Bielecka, Wólka Łańcuchowska, Zalesie, Zgniła Struga.

## Comunas vizinhas
- Łęczna, Mełgiew, Piaski, Puchaczów, Siedliszcze, Trawniki